# Нью-Йорк — Джон Кеннеді

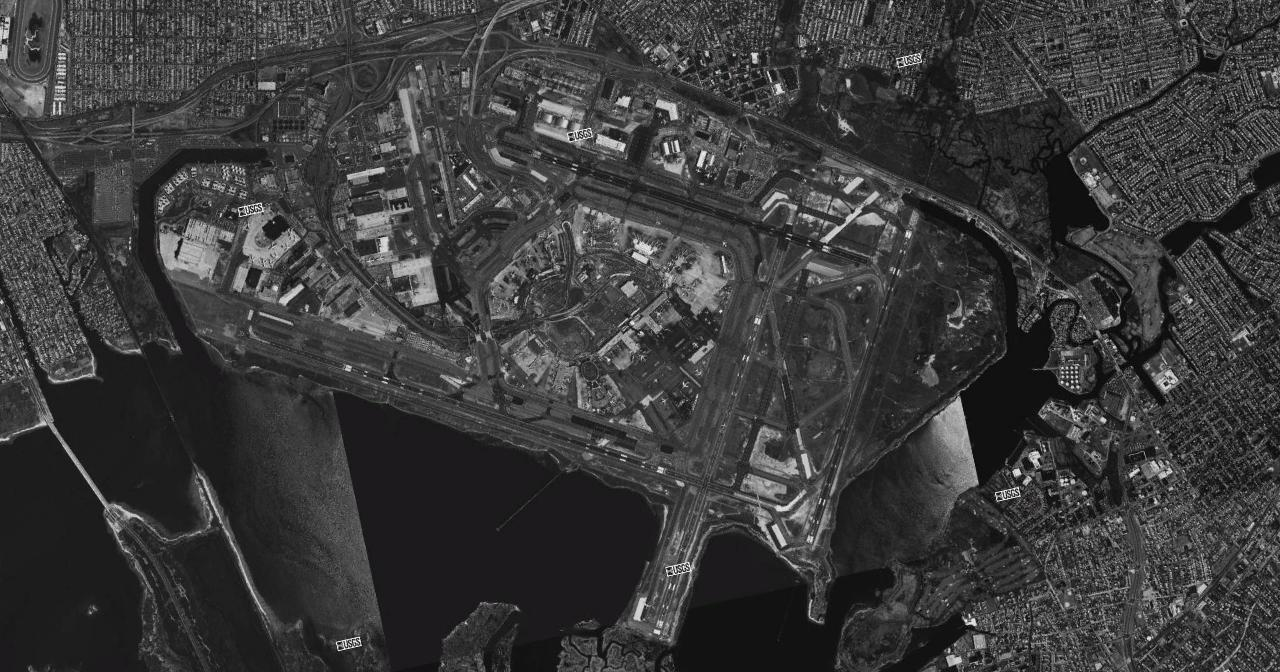
Аеропорт Кеннеді. Вид з літака

Карта аеропорту Кеннеді

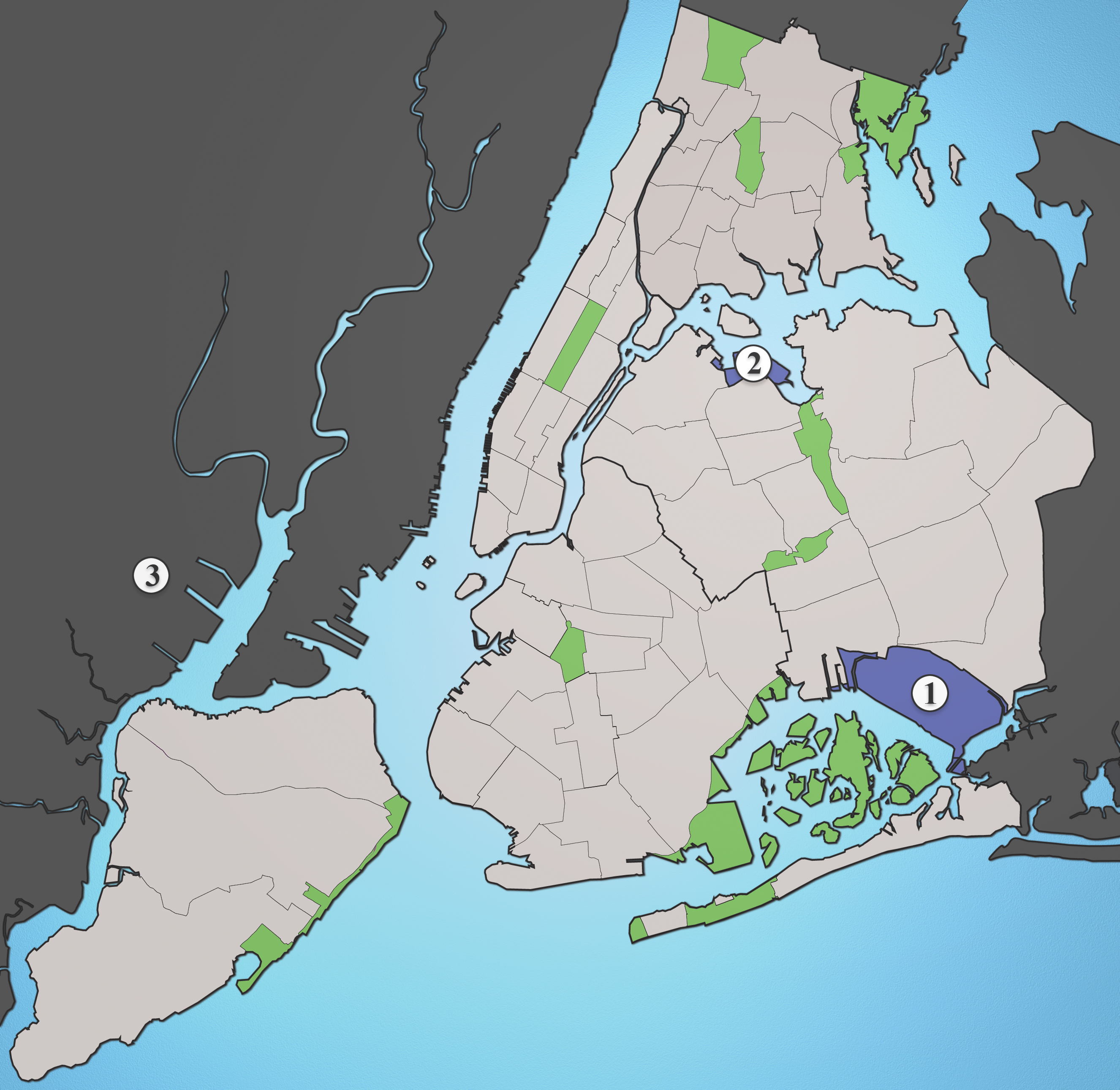
Карта аеропортів Нью-Йорка:
Кеннеді (1), Ла Гуардія (2) і Ньюарк (3)

Міжнародний аеропорт імені Джона Ф. Ке́ннеді або Джей-Еф-Кей (англ. John F. Kennedy International Airport) (Коди: JFK, KJFK) — головний державний міжнародний аеропорт м. Нью-Йорк, США, розміщений за 19 км на південний схід від нижнього Манхеттена. Це — найзавантаженіший міжнародний аеропорт США. Це також головні «повітряні вантажні ворота країни» за обсягами вантажних перевезень. У 2010 р. аеропорт обслужив 46 млн. 514 тис. 154 пасажири, посівши сходинку № 18 у світі за обсягами пасажирських перевезень.
Понад 19 авіакомпаній здійснюють вильоти з цього аеропорту. Нині це — «хаб» (англ. hub), тобто базовий аеропорт для таких авіакомпаній, як «Джет-Блу Ейрвейз» (англ. JetBlue Airways), «Амерікен Ейрлайнз» (англ. American Airlines) та «Дельта» (англ. Delta Air Lines). Аеропорт названо на честь 35-го Президента США Джона Фі́цджеральда Кеннеді. Код «Джі-Еф-Кей» (англ. JFK) був присвоєний аеропорту в 1964 р.

## Історія

### Спорудження
Аеропорт Кеннеді спочатку називався Аеропорт Айдлвайлд (англ. Idlewild Airport, IDL, KIDL) на честь гольф-клубу, на місці якого він виник. Він розглядався, як допоміжний аеропорт для «Ла Гва́рдії», який наприкінці 1930-х уже не справлявся із завантаженням. Будівельні роботи на початковій території у 400 гектарів розпочалися у 1943 р. при початкових інвестиціях $60 млн.
Тоді проєкт називався Аеропорт генерал-майора Александра Андерсона на честь мешканця нью-йоркського району Квінз, який командував федеральною національною гвардією південних штатів і помер у 1942. У березні 1948 міська рада Нью-Йорка знову змінила назву на Міжнародний аеропорт Нью-Йорк, поле Андерсона, проте аж до 1963 усі його продовжували називати «Айдлвайлд».
У 1947 портова служба взяла аеропорт в лізинг у міста аж до кінця 2000. Перший комерційний рейс з аеропорту відбувся 1 липня 1948; на церемонії відкриття був присутній Президент США Гаррі Трумен. Тоді ж портова служба скасувала іноземним авіакомпаніям дозволи на польоти до «Лагвардії», примушуючи їх таким чином до переходу в новий аеропорт.
Аеропорт відкрився із 6-ма злітно-посадковими смугами, а 7-му продовжували будувати; смуги 1L та 7L утримуються, як резерв, і ніколи не використовувалися для зльоту чи посадки. Нині використовуються смуга 31R (завдовжки 2 км. 438 м); смуга 31L (завдовжки 2 км 895 м), яка відкрилася останньою; смуга 1R була закрита у 1950-х, а смуга 7R була закрита у 1966. Смуга 4L (завдовжки 2 км. 438 м) відкрита у червні 1949 і смуга 4R додана до діючих у 1959.
Серед перших міжконтинентальних пасажирських лайнерів, які прийняв аеропорт: «Авро Джетлайнер» (англ. Avro Jetliner) 18 квітня 1950 і в січні 1951; «Каравелла» (англ. Caravelle) 2 травня 1957. Згодом у 1957 СРСР просив дозволу приймати турбореактивні літаки «Ту-104» для перевезення радянських дипломатів. Однак портова служба не погодилась, зажадавши від СРСР знизити рівень шуму двигунів своїх «Ту-104» до міжнародних стандартів.
24 грудня 1963 — через місяць після вбивства Президента Кеннеді — аеропорт перейменовано на Міжнародний аеропорт імені Джона Ф. Кеннеді.

### Розвиток
Портова служба спочатку розглядала побудову в аеропорті єдиного терміналу із 55-ма воротами, але провідні авіакомпанії були проти, адже термінал буде надто малим для обслуговування потоку пасажирів, що зростає. Отже архітектор Волес Гарісон зробив проєкт, за яким кожній провідній авіакомпанії надавався свій простір і можливість розробити свій дизайн. Такий підхід зробив будівництво практичнішим, термінали — навігаційнішими, та підштовхнув операторів авіаперевезень до конкуренції. У 1955 авіалінії схвалили узгоджений план.
Аеропорт проєктували для повітряних суден вагою до 136 тонн. Тому наприкінці 1960-х його довелося модифікувати, щоб обслуговувати літаки «Боїнг 747» (англ. Boeing 747).
У 1951 аеропорт щоденно здійснював до 73 «зльотів» і «приземлень», а у 1952, у зв'язку із закриттям сусіднього аеропорту «Ньюарк», кількість операцій зросла до 242 за день. У 1958—1959 авіалінії стали направляти сюди свої нові турбореактивні літаки. А оскільки сусідня «ЛаГвардія» не могла приймати їх аж до 1964, то він став найнавантаженішим летовищем Нью-Йорка, а в 1962—1967 — другим летовищем у країні, сягнувши в 1967 рекордної цифри — 403 981 операцій за рік. Потому «ЛаГвардія» відкрила новий термінал і довші злітні смуги, що перерозподілило кількість рейсів на 2 аеропорти практично порівну.
Надзвуковий «Конкорд» (фр. Concorde) від «Ейр Франс» (фр. Air France) та «Бритіш Ейрвейз» (англ. British Airways) здійснював регулярні трансатлантичні рейси до аеропорту ім. Кеннеді із 22 листопада 1977 по 24 жовтня 2003, допоки обидва перевізники не відмовились від цієї машини. Аеропорт ім. Кеннеді мав найбільшу кількість операцій з «Конкордом», ніж будь-який аеропорт світу.
19 березня 2007 аеропорт став першим в США, який прийняв новий велетенський пасажирський лайнер «Аеробус A380» (англ. Airbus A380) з понад 500 пасажирами на борту, який здійснив спільний рейс «Люфтганзи» (нім. Lufthansa) і «Аеробусу» (англ. Airbus).

## Операційна інфраструктура
В аеропорті діють 4 злітно-посадкові смуги (по дві паралельні пари), які розташовані навколо термінального майданчика. Також в аеропорті понад 40 км рульових доріжок. Нову контрольну вежу з радарною установкою спроєктувала архітектурна фірма Pei Cobb Freed & Partners біля Терміналу 4, вона почала працювати у 1994 р. Аеропорт обслуговує автономна газова електростанція потужністю близько 90 мегават, яка також обігріває всі термінали і центральні приміщення. В аеропорті є 7 ангарів для літаків, ремонтна будівля, гараж та паливна база місткістю 121,1 млн літрів пального.

## Термінали

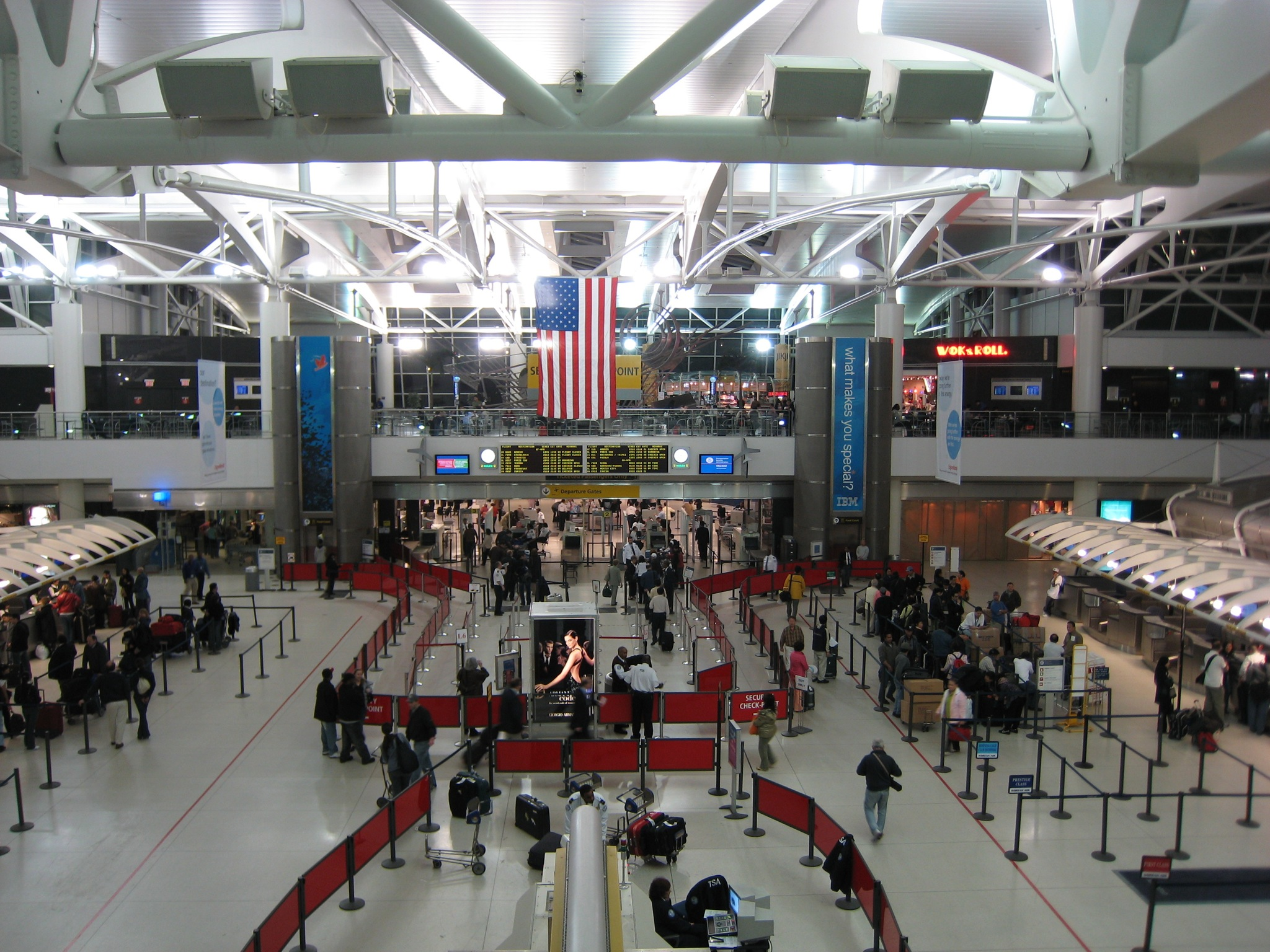
Всередині Терміналу 1

Станом на 2011 в аеропорті працюють 8 терміналів (до початку 2000-х було 9), які містять 151 ворота для посадки-висадки пасажирів.
У 2013 планувалося закриття терміналів 3 та 6. Будівлі терміналів розташовані у формі підкови навколо паркінгу, готелів, електростанції й інших будівель. Термінали з'єднані залізницею й автошляхами, а з містом — автошляхами, метрополітеном і залізницею. У 2006 р. результати дослідження J.D. Power and Associates спільно з виданням Aviation Week & Space Technology показали, що аеропорт ім. Кеннеді вважається другим в США за комфортністю для пасажирів, поступаючись лише міжнародному аеропорту МакКеррен в Лас-Вегасі.

## Авіалінії та напрямки на 3 листопада 2018

### Пасажирські
| Авіакомпанія                  | Пункт призначення | Джерела |
| ----------------------------- | --- | ------- |
| Aer Lingus                    | Дублін, Шеннон | [ 23 ]  |
| Аерофлот                      | Москва-Шереметьєво | [ 24 ]  |
| Aerolíneas Argentinas         | Буенос-Айрес-Есейса | [ 25 ]  |
| Aeroméxico                    | Мехіко | [ 26 ]  |
| Aeroméxico Connect            | Монтеррей | [ 26 ]  |
| Air China                     | Пекін-Столичний | [ 27 ]  |
| Air Europa                    | Мадрид | [ 28 ]  |
| Air France                    | Париж-Шарль де Голль, Париж-Орлі | [ 29 ]  |
| Air India                     | Делі, Мумбаї (відновиться 7 грудня 2018) | [ 31 ]  |
| Air Italy                     | Мілан-Мальпенса | [ 32 ]  |
| Air Serbia                    | Белград | [ 33 ]  |
| Alaska Airlines               | Лас-Вегас, Лос-Анджелес, Портленд (Орегон), Сан-Франциско, Сан-Хосе (Каліфорнія), Сіетл-Такома Сезонний: Палм-Спрінгс | [ 34 ]  |
| Alitalia                      | Мілан-Мальпенса, Рим-Фіумічіно | [ 35 ]  |
| All Nippon Airways            | Токіо-Ханеда, Токіо-Наріта | [ 36 ]  |
| American Airlines             | Антигуа, Остін, Барселона, Бермуда, Бостон, Буенос-Айрес-Есейса, Канкун, Шарлотт, Чикаго-О'Хара, Даллас-Форт-Верт, Лас-Вегас, Лондон-Хітроу, Лос-Анджелес, Мадрид, Маямі, Мілан-Мальпенса, Орландо, Париж-Шарль де Голль, Фінікс-Скай-Харбор, Ріо-де-Жанейро-Галеан, Сент-Томас, Сан-Антоніо (починається 14 лютого 2019), Сан-Дієго, Сан-Франциско, Сан-Паулу-Гуарульюс, Сіетл-Такома, Вашингтон-Національний Сезонний: Ігл-Вейл, Пунта-Кана, Рим-Фіумічіно, Сент-Кіттс, Сент-Мартен (відновиться 19 грудня 2018) | [ 39 ]  |
| American Eagle                | Балтімор, Бостон, Цинциннаті, Клівленд, Колумбус-Гленн, Індіанаполіс, Монреаль-Трюдо, Нашвілл, Норфолк, Філадельфія, Піттсбург, Ралей-Дурхам, Торонто-Пірсон, Вашингтон-Національний | [ 39 ]  |
| Asiana Airlines               | Сеул-Інчхон | [ 40 ]  |
| Austrian Airlines             | Відень | [ 41 ]  |
| Avianca                       | Богота, Калі, Картагена, Меделін–JMC, Перейра | [ 42 ]  |
| Avianca Brasil                | Сан-Паулу-Гуарульюс | [ 42 ]  |
| Avianca Costa Rica            | Гватемала, Сан-Хуан-де-Коста-Рика, Сан-Сальвадор | [ 42 ]  |
| Avianca El Salvador           | Сан-Педро-Сула, Сан-Сальвадор | [ 42 ]  |
| Азербайджанські авіалінії     | Баку | [ 44 ]  |
| British Airways               | Лондон-Сітіa, Лондон-Гатвік, Лондон-Хітроу | [ 45 ]  |
| Brussels Airlines             | Брюссель | [ 46 ]  |
| Cape Air                      | Сезонний: Хаянніс, Нантукет | [ 48 ]  |
| Caribbean Airlines            | Джорджтаун-Чедді Хаган, Кінгстон-Норман-Манлі, Монтего-Бей, Порт-оф-Спейн, Сент-Вінсент-Аргиль, Тобаго | [ 49 ]  |
| Cathay Pacific                | Гонконг, Ванкувер | [ 50 ]  |
| Cayman Airways                | Гранд-Кайман | [ 51 ]  |
| China Airlines                | Тайбей-Таоюань | [ 52 ]  |
| China Eastern Airlines        | Шанхай-Пудун | [ 53 ]  |
| China Southern Airlines       | Гуанчжоу | [ 54 ]  |
| Copa Airlines                 | Панама | [ 55 ]  |
| Delta Air Lines               | Аккра, Амстердам, Антигуа (починається 22 грудня 2018), Аруба, Атланта, Остін, Барселона, Бермуда, Бостон, Брюссель, Канкун, Чарлстон (Південна Кароліна), Дакар-Діасс, Даллас-Форт-Верт, Денвер, Детройт, Дублін, Форт-Лодердейл, Франкфурт, Кінгстон-Норман Манлі (починається 20 грудня 2018), Лагос, Лас-Вегас, Лісабон, Лондон-Хітроу, Лос-Анджелес, Мадрид, Мехіко, Маямі, Мілан-Мальпенса, Міннеаполіс-Сент-Пол, Монтего-Бей, Нассау, Новий Орлеан, Округ Орендж, Орландо, Париж-Шарль де Голль, Фінікс-Скай-Харбор, Порт-о-Пренс (починається 22 грудня 2018), Портленд (Орегон), Пунта-Кана, Рейк'явік-Кеплавік, Рим-Фіумічіно, Солт-Лейк-Сіті, Сан-Антоніо, Сан-Дієго, Сан-Франциско, Сан-Хосе (Каліфорнія), Сан-Хуан, Саньтьяго-де-лос-Кабаллерос, Санто-Домінго-Лас-Америкас, Сан-Паулу-Гуарульюс, Сіетл-Такома, Сент-Мартен, Тампа, Тель-Авів-Бен Гуріон, Цюрих Сезонний: Афіни, Бангор (закінчується 25 листопада 2018), Берлін-Тегель, Копенгаген, Единбург, Форт-Маєрс, Глазго, Гренада, Гонолулу, Джексон-Хоул, Малага, Ніцца, Понта-Делгада, Прага, Провіденсіалес, Ріо-де-Жанейро-Галеан, Сан-Хосе-дель-Кабо, Шеннон, Сент-Кіттс, Сент-Томас, Ванкувер, Венеція-Марко Поло, Вест-Палм-Біч | [ 62 ]  |
| Delta Connection              | Балтімор, Бангор (закінчується 25 листопада 2018), Бостон, Буффало, Берлінгтон (Вермонт), Чарлстон (Південна Кароліна), Шарлотт, Чикаго-О'Хара, Цинциннаті, Клівленд, Колумбус-Гленн, Даллас-Форт-Верт, Детройт, Індіанаполіс, Джексонвілл (Флорида), Міннеаполіс-Сент-Пол, Монреаль-Трюдо, Нашвілл, Новий Орлеан, Норфолк, Піттсбург, Портленд (Мен), Ралей-Дурхам, Річмонд, Рочестер (Нью-Йорк), Саванна, Сирак'юз, Торонто-Пірсон, Вашингтон-Даллес, Вашингтон-Національний Сезонний: Форт-Маєрс, Марти Вайн'ярд, Нантукет, Вест-Палм-Біч | [ 62 ]  |
| EgyptAir                      | Каїр | [ 63 ]  |
| El Al                         | Тель-Авів-Бен-Гуріон | [ 64 ]  |
| Emirates                      | Дубай-Міжнародний, Мілан-Мальпенса | [ 65 ]  |
| Etihad Airways                | Абу-Дабі | [ 66 ]  |
| Eurowings                     | Дюссельдорф | [ 67 ]  |
| EVA Air                       | Тайбей-Таоюань | [ 68 ]  |
| Finnair                       | Гельсінкі | [ 69 ]  |
| Fly Jamaica Airways           | Джорджтаун-Чедді-Хаган, Кінгстон-Норман-Манлі | [ 70 ]  |
| Hainan Airlines               | Ченду, Чунцін | [ 71 ]  |
| Hawaiian Airlines             | Гонолулу | [ 72 ]  |
| Iberia                        | Мадрид | [ 73 ]  |
| Icelandair                    | Рейк'явік-Кеплавік | [ 74 ]  |
| Interjet                      | Канкун, Мехіко | [ 75 ]  |
| Japan Airlines                | Токіо-Ханеда, Токіо-Наріта | [ 76 ]  |
| JetBlue Airways               | Агуаділла, Альбукерке, Антигуа, Аруба, Атланта, Остін, Барбадос, Бермуда, Бостон, Буффало, Бербанк, Берлінгтон (Вермонт), Канкун, Картагена, Чарлстон (Південна Кароліна), Шарлотт, Чикаго-О'Хара, Кюрасао, Дайтона-Біч (закінчується 7 січня 2019), Денвер, Форт-Лодердейл, Форт-Маєрс, Гранд-Кайман, Гренада, Гавана, Х'юстон-Хоббі, Джексонвілл (Флорида), Кінгстон-Норман Манлі, Ла-Романа, Лас-Вегас, Ліберія (Коста-Рика), Лонг-Біч, Лос-Анджелес, Мехіко, Монтего-Бей, Нассау, Новий Орлеан, Окленд, Онтаріо, Орландо, Фінікс-Скай-Харбор, Ponce, Порт-о-Пренс, Порт-оф-Спейн, Портленд (Орегон), Провіденсіалес, Пуерто-Плата, Пунта-Кана, Ралей-Дурхам, Ріно-Тахо, Рочестер (Нью-Йорк), Сакраменто, Сент-Люсія-Геванорра, Сент-Мартен, Солт-Лейк-Сіті, Сан-Дієго, Сан-Франциско, Сан-Хосе (Каліфорнія), Сан-Хуан, Саньтьяго-де-лос-Кабаллерос, Санта-Домінго-Лас-Амерікас, Сарасота, Саванна, Сіетл-Такома, Сирак'юз, Тампа, Вашингтон-Даллес (закінчується 7 січня 2019), Вест-Палм-Біч, Ворсестер Сезонний: Гаянніс, Марти Вайн'ярд, Нантукет, Палм-Спрінгс, Портленд (Мен) | [ 81 ]  |
| Kenya Airways                 | Найробі-Кеніятта | [ 82 ]  |
| KLM                           | Амстердам | [ 83 ]  |
| Korean Air                    | Сеул-Інчхон | [ 84 ]  |
| Kuwait Airways                | Кувейтb | [ 85 ]  |
| TAM Airlines                  | Сан-Паулу-Гуарульюс | [ 86 ]  |
| LATAM Chile                   | Ліма, Саньтьяго-де-Чилі | [ 86 ]  |
| LATAM Ecuador                 | Гуаякіл | [ 86 ]  |
| Лот                           | Будапешт, Вршава-Шопен | [ 87 ]  |
| Lufthansa                     | Франкфурт, Мюнхен | [ 88 ]  |
| Norwegian Air Shuttle         | Амстердам, Копенгаген, Лондон-Гатвік, Мадрид, Осло-Гардермуен, Париж-Шарль де Голль, Стокгольм-Арлінда Сезонний: Форт-де-Франс, Пуанта-а-Пітр | [ 89 ]  |
| Philippine Airlines           | Маніла | [ 90 ]  |
| Qantas                        | Брисбенc | [ 92 ]  |
| Qatar Airways                 | Доха | [ 93 ]  |
| Royal Air Maroc               | Касабланка | [ 94 ]  |
| Royal Jordanian               | Амман-Королева Алія | [ 95 ]  |
| Saudi Arabian Airlines        | Джидда, Ер-Ріяд Сезонний: Медіна | [ 96 ]  |
| Singapore Airlines            | Франкфурт, Сінгапур | [ 97 ]  |
| South African Airways         | Йоханессбрг-Тамбо | [ 98 ]  |
| Sun Country Airlines          | Міннеаполіс-Сент-Пол | [ 99 ]  |
| Swiss International Air Lines | Женева, Цюрих | [ 100 ] |
| TAME                          | Кіто | [ 101 ] |
| TAP Portugal                  | Лісабон | [ 102 ] |
| Thomas Cook Airlines          | Манчестер | [ 103 ] |
| Turkish Airlines              | Стамбул-Ататюрк (закінчується 31 грудня 2018), Стамбул-Новий (починається 1 січня 2019) | [ 105 ] |
| Міжнародні авіалінії України  | Київ-Бориспіль | [ 106 ] |
| Uzbekistan Airways            | Ташкент | [ 107 ] |
| Virgin Atlantic               | Лондон-Хітроу, Манчестер | [ 108 ] |
| VivaAerobus                   | Мехіко | [ 111 ] |
| Volaris                       | Гвадалахара, Мехіко | [ 112 ] |
| Volaris Costa Rica            | Сан-Сальвадор, Сан-Хосе-де-Коста-Рика | [ 113 ] |
| WestJet                       | Калгарі | [ 114 ] |
| Xiamen Air                    | Фучжоу | [ 115 ] |
| XL Airways France             | Париж-Шарль де Голль | [ 116 ] |

Примітки
↑  Авіаперельоти з Лондона-Міського до Нью-Йоркаі зупиняються в Шенноні для заправки через обмеження ваги в LCY. Проте British Airways не здійснює місцевих перевезень між Шенноном і Нью-Йорком.
↑  Авіаперельоти з Кувейту до Нью-Йорка здійснюють технічну зупинку в Шенноні. Однак, Kuwait Airways не здійснює місцевих перевезень між Шенноном і Нью-Йорком.
↑ Qantas літає Boeing 787-9 Dreamliner з Нью-Йорка в Брисбен з зупинкою в Лос-Анджелесі, де пасажири зможуть пересісти на рейси авіакомпанії в Сідней і Мельбурн. Проте, авіакомпанія не має права виключно перевезти пасажирів між Нью-Йорком та Лос-Анджелесом відповідно до правил уряду Сполучених Штатів.

### Вантажні
| Авіакомпанія           | Пункт призначення                                                                                 |
| ---------------------- | ------------------------------------------------------------------------------------------------- |
| Air China Cargo        | Анкоридж, Пекін-Столичний, Даллас-Форт-Верт, Шанхай-Пудун                                         |
| Asiana Airlines Cargo  | Анкоридж, Брюссель, Маямі, Сеул-Інчхон                                                            |
| ASL Airlines Belgium   | Льєж                                                                                              |
| CAL Cargo Air Lines    | Ларнака, Льєж, Тель-Авів-Бен Гуріон                                                               |
| Cargolux               | Чикаго-О'Хара, Гвадалахара, Х'юстон-Інтерконтінентал, Лос-Анджелес, Люксембург, Мехіко, Тулуза    |
| Cargolux Italia        | Мілан-Мальпенса                                                                                   |
| Cathay Pacific         | Анкоридж, Калгарі, Чикаго-О'Хара, Колумбус-Рікенбекер, Гонконг, Портленд (Орегон), Торонто-Пірсон |
| China Airlines         | Анкоридж, Тайбей-Таоюань                                                                          |
| DHL Aviation           | Анкоридж, Чикаго-О'Хара, Цинциннаті, Східний Мідландс, Лейпциг-Галле                              |
| El Al                  | Льєж, Тель-Авів-Бен Гуріон                                                                        |
| Emirates SkyCargo      | Чикаго-О'Хара, Дубай-Аль-Мактум, Маастрихт                                                        |
| FedEx Express          | Індіанаполіс, Мемфіс, Вашингтон-Даллес                                                            |
| Kalitta Air            | Амстердам                                                                                         |
| Korean Air             | Анкоридж, Маямі, Сеул-Інчхон, Шанхай-Пудун, Торонто-Пірсон                                        |
| Lufthansa Cargo        | Атланта, Франкфурт, Мехіко                                                                        |
| Nippon Cargo Airlines  | Анкоридж, Чикаго-О'Хара, Токіо-Наріта                                                             |
| Qantas Freight         | Анкоридж, Чунцін, Шанхай-Пудун                                                                    |
| Qatar Airways          | Доха, Галіфакс, Сарагоса                                                                          |
| Royal Jordanian        | Амман-Королева Алія, Маастрихт                                                                    |
| Saudi Arabian Airlines | Джидда                                                                                            |
| Silk Way Airlines      | Баку                                                                                              |
| SkyLink Express        | Гамілтон (Онтаріо)                                                                                |
| Turkish Airlines       | Агуаділла, Богота, Стамбул-Ататюрк, Сарагоса                                                      |
| UPS Airlines           | Чикаго-Рокфорд, Луїсвілл, Філадельфія Сезонний: Гартфорд                                          |

## Статистика
У 2015 році Аеропорт JFK обслужив 56 827 154 пасажирів, що на 2,3 % більше, ніж у 2014 році. 2013 року Нью-Йорк перевіз понад 50 мільйонів пасажирів за рік.
Аеропорт Нью-Йорка приносить прибуток близько 30,1 мільярда доларів, створюючи 229 тисяч робочих місць та близько 9,8 мільярдів доларів заробітної плати. У аеропорту працюють близько 35 000 чоловік.
Близько 100 авіакомпаній з більш ніж 50 країн регулярно здійснюють регулярні рейси з аеропорту JFK. Маршрут Нью-Йорк-Джон Ф. К. до Лондона-Хітроу — це провідна пара міжнародних аеропортів США з більш ніж 2,6 мільйонами пасажирів у 2011 році. Внутрішні подорожі також мають велику частку трафіку на аеропорти, зокрема на трансконтинентальні та флоридні служби.

### Найпопулярніші напрямки
| Місце | Аеропорт                   | Пасажири  | Перевізники                      |
| ----- | -------------------------- | --------- | -------------------------------- |
| 1     | Лос-Анджелес, Каліфорнія   | 1,718,160 | Alaska, American, Delta, JetBlue |
| 2     | Сан-Франциско, Каліфорнія  | 1,036,940 | Alaska, American, Delta, JetBlue |
| 3     | Орландо, Флорида           | 759,690   | American, Delta, JetBlue         |
| 4     | Лас-Вегас, Невада          | 613,170   | Alaska, American, Delta, JetBlue |
| 5     | Форт-Лодердейл, Флорида    | 580,880   | Delta, JetBlue                   |
| 6     | Маямі, Флорида             | 530,260   | American, Delta                  |
| 7     | Бостон, Массачусетс        | 430,240   | American, Delta, JetBlue         |
| 8     | Сіетл-Такома, Вашингтон    | 428,050   | Alaska, American, Delta, JetBlue |
| 9     | Шарлотт, Північна Кароліна | 402,000   | American, Delta, JetBlue         |
| 10    | Атланта, Джорджія          | 395,740   | Delta, JetBlue                   |

| Місце | Аеропорт                           | Пасажири  | Найпопулярніші перевізники                                            |
| ----- | ---------------------------------- | --------- | --------------------------------------------------------------------- |
| 1     | Лондон-Хітроу                      | 2,985,426 | American, British, Delta, Virgin Atlantic                             |
| 2     | Париж-Шарль де Голль               | 1,476,918 | Air France, American, Delta, Norwegian Air Shuttle, XL Airways France |
| 3     | Дубай-Міжнародний                  | 1,098,756 | Emirates                                                              |
| 4     | Санто-Домінго                      | 930,666   | Delta, JetBlue                                                        |
| 5     | Сантьяго-де-лос-Трейнта-Кабальєрос | 839,017   | Delta, JetBlue                                                        |
| 6     | Франкфурт                          | 835,974   | Delta, Lufthansa, Singapore                                           |
| 7     | Мадрид                             | 738,954   | Air Europa, American, Delta, Iberia, Norwegian Air Shuttle            |
| 8     | Сеул-Інчхон                        | 702,856   | Asiana, Korean                                                        |
| 9     | Мілан-Мальпенса                    | 698,560   | Alitalia, American, Delta, Emirates                                   |
| 10    | Тель-Авів-Бен Гуріон               | 695,805   | Delta, El Al                                                          |
| 11    | Амстердам                          | 675,486   | Delta, KLM, Norwegian Air Shuttle                                     |
| 12    | Гонконг                            | 661,518   | Cathay Pacific                                                        |
| 13    | Мехіко                             | 660,672   | AeroMexico, Delta, InterJet, Volaris                                  |
| 14    | Дублін                             | 628,111   | Aer Lingus, American, Delta                                           |
| 15    | Рим-Фіуміччіно                     | 620,464   | Alitalia, American, Delta                                             |
| 16    | Канкун                             | 605,477   | AeroMexico, American, Delta, InterJet, JetBlue                        |
| 17    | Сан-Паулу-Гуарульюс                | 567,164   | American, Delta, LATAM                                                |
| 18    | Стамбул-Ататюрк                    | 540,558   | Turkish                                                               |
| 19    | Абу-Дабі                           | 534,816   | Etihad Airways                                                        |
| 20    | Токіо-Наріта                       | 485,905   | All Nippon, Japan Air Lines                                           |

### Частка авіакомпаній на ринку
| Місце | Авіакомпанія            | Пасажири   | Частка  |
| ----- | ----------------------- | ---------- | ------- |
| 1     | Delta Air Lines         | 15,899,296 | 26.77 % |
| 2     | JetBlue Airways         | 13,695,841 | 23.06 % |
| 3     | American Airlines       | 6,941,321  | 11.69 % |
| 4     | British Airways         | 1,360,349  | 2.29 %  |
| 5     | Virgin America          | 1,116,802  | 1.88 %  |
| 6     | Air France              | 1,099,556  | 1.85 %  |
| 7     | Emirates                | 1,042,370  | 1.75 %  |
| 8     | Lufthansa               | 854,696    | 1.43 %  |
| 9     | Virgin Atlantic         | 836,553    | 1.41 %  |
| 10    | Cathay Pacific          | 596,561    | 1.00 %  |
| 11    | China Southern Airlines | 591,763    | 1.00 %  |
| 12    | Norwegian Air Shuttle   | 591,063    | 1.00 %  |
| 13    | Аерофлот                | 546,022    | 0.92 %  |
| 14    | Turkish Airlines        | 516,238    | 0.87 %  |
| 15    | Aeroméxico              | 480,778    | 0.81 %  |
| 16    | Caribbean Airlines      | 478,537    | 0.80 %  |
| 17    | Etihad Airways          | 476,388    | 0.80 %  |
| 18    | Aer Lingus              | 474,912    | 0.80 %  |
| 19    | Korean Air              | 454,172    | 0.76 %  |
| 20    | El Al                   | 449,367    | 0.76 %  |

## Катастрофи та інциденти
- 19 жовтня 1953 — літак Lockheed L-749A Constellation авіакомпанії Eastern Airlines, що прямував до Пуерто-Рико, впав одразу після зльоту. Загинуло двоє пасажирів.[138]
- 18 грудня 1954 — літак Douglas DC-6 італійської Linee Aeree Italiane розбився при четвертому заході на посадку після 2,5 години кружлянь над аеропортом. Загинуло 26 із 32 пасажирів.
- 10 листопада 1958 — літак Vickers Viscount, CF-TGL канадської Trans-Canada Air Lines згорів після зіткнення з літаком Lockheed L-749 Super Constellation авіакомпанії Seaboard & Western Airlines, який злітав.[139]
- 16 грудня 1960 — літак Douglas DC-8 американської United Airlines, який здійснював посадку, зіткнувся з літаком TWA Super Constellation, який злітав, та впав у парку в Брукліні. Другий літак впав на Стейтен-Айленд. Загинуло 127 пасажирів і 5 людей на землі.
- 2 березня 1962 — літак Boeing 707, рейс № 1 авіакомпанії American Airlines[140] розбився після зльоту внаслідок розвалу хвостової частини. Загинули всі 95 пасажирів та 12 членів екіпажу.
- 30 листопада 1962 — літак Douglas DC-7 авіакомпанії Eastern Air Lines розбився, не долетівши до злітної смуги.
- 8 лютого 1965 — літак Douglas DC-7 авіакомпанії Eastern Air Lines після зльоту впав на пляж Jones Beach. Пілоти намагалися уникнути зіткнення з літаком Boeing 707 авіакомпанії Pan Am, який заходив на посадку.
- 1967 — банда Лучезе викрала $420 тис. готівкою із вантажного літака авіакомпанії Air France.
- 8 вересня 1970 — вантажний літак DC-8-63CF авіакомпанії Trans International Airlines, що прямував в аеропорт ім. Даллеса, впав після зльоту, поховавши всіх 11 членів екіпажу. Причина — потрапляння часток асфальту в хвостовий стабілізатор, який заклинило. Внаслідок цього літак при наборі висоти різко задер ніс, перевернувся в повітрі й розбився.
- 1 грудня 1974 — чартерний літак Boeing 727 авіакомпанії Northwest Airlines, що летів в Буффало, впав в штаті Нью-Йорк внаслідок обледеніння фюзеляжу й кабіни пілотів на висоті 7 км. Всі 3 члени екіпажу загинули.
- 24 червня 1975 — літак Boeing 727 авіакомпанії Eastern Air Lines із Нью-Орлеана зачепив сигнальні вогні біля посадкової смуги й розбився, забравши життя всіх 112 пасажирів та членів екіпажу. Катастрофу спричинив сильний вітер під час зливи.
- 11 грудня 1978 — грабіжник Джиммі Бурке з банди Лучезе викрав готівки й коштовностей на суму $5 млн. із вантажного літака Lufthansa, що прилетів з Німеччини. На той час це була найбільша крадіжка, здійснена на американській землі.
- 25 січня 1990 — літак Boeing 707 авіакомпанії Avianca, що летів з Боготи, впав на підльоті до аеропорту, ймовірно через брак пального. 73 пасажири і члена екіпажу загинули, 85 врятувалися.[141]
- 30 липня 1992 — літак Lockheed L-1011 авіакомпанії TWA, що вилітав у Сан-Франциско, різко припинив розгін на смузі. Загиблих серед 280 пасажирів не було, але літак був зруйнований.[142]
- 12 листопада 2001 — літак Airbus A300 авіакомпанії American Airlines розбився в польоті до Санто-Домінго в Домініканській республіці. Під час набору висоти після злету він потрапив у турбулентність і втратив хвіст. Загинули всі 260 чоловік на борту та 5 на землі.
- 6 вересня 2007 — літак авіакомпанії TAM Airlines здійснив аварійну посадку із непрацюючими елеронами. Розслідування виявило комп'ютерний збій в системах управління літаком.[143]
- 16 січня 2010 — сталася евакуація Терміналу 8 через особу, яка несанкціоновано проникла в службові приміщення. Пізніше з'ясувалося, що пасажир авіакомпанії American Airlines помилково вийшов із залу очікувань 1-го класу не через ті двері.[144]
- 16-17 лютого 2010 — авіадиспетчер Гленн Даффі несанкціоновано привів на роботу 7-річного сина й дозволив йому направляти на посадку 2 літака. Наступного дня Даффі привів на контрольну вежу 8-річну доньку. Його звільнено.[145][146]
- 9 серпня 2010 — бортпровідник Стівен Слейтер на літаку, що готувався здійснити рейс 1052 авіакомпанії Jet Blue, дуже розізлився на одного з пасажирів, через що по гучномовцях облаяв інших пасажирів й заявив, що йде з роботи. Він відкрив аварійні двері й, прихопивши пару банок пива, спустився на летовище по надувному трапу, сів в авто й поїхав додому. Там його заарештували за публічно неприпустиму поведінку. Після пояснень, що він мав поганий день, Слейтера відпустили під заставу $1,5 тис.
- 25 вересня 2010 — літак рейсу 4951 авіакомпанії Delta Air Lines здійснив аварійну посадку через неможливість випустити праве шасі.
- 11 квітня 2011 — літак Airbus A380 авіакомпанії Air France під час вирулювання на злітну смугу зачепив лівим крилом хвіст літака CRJ-700 авіакомпанії Comair.[147][148] Ніхто не постраждав.

Інші пригоди, що мають стосунок до аеропорту ім. Кеннеді:
- 1983 — південнокорейський «Боїнг 747», що вилетів з аеропорту ім. Кеннеді, був збитий радянськими винищувачами у небі над радянським островом Сахалін, СРСР через помилку в його навігаційному обладнанні.
- 1988 — літак рейсу 103 авіакомпанії Pan Am, що летів в аеропорт ім. Кеннеді, вибухнув над шотландським містечком Локербі внаслідок теракту, здійсненого лівійськими терористами під керівництвом лівійського лідера Муаммара Каддафі.
- 1996 — літак рейсу 800 авіакомпанії TWA, який вилетів з аеропорту ім. Кеннеді в Париж, вибухнув невдовзі після зльоту й розбився на узбережжі острова Лонг-Айленд.
- 2000 — літак «Конкорд», рейс 4590 авіакомпанії Air France, який летів в аеропорт ім. Кеннеді, розбився в місті Гонессі, Франція.
- 11 вересня 2001 — літак рейсу 85 південнокорейської авіакомпанії Korean Air, що вилетів з аеропорту ім. Кеннеді, був перехоплений в небі американськими винищувачами і примусово посаджений в міжнародному аеропорті Уайтхорс під час антитерористичної операції «Жовта стрічка» (Operation Yellow Ribbon) через підозри, що його викрадено терористами. Насправді це було не так — літак мав перебої із радіопередавачем.